# Фадзаев, Арсен Сулейманович
Арсен Сулейманович Фадзаев (осет. Фадзайти Сулемани фурт Арсен; род. 5 сентября 1962, Чикола, Северо-Осетинская АССР) — борец вольного стиля, российский государственный и политический деятель.
В 2003—2007 годах — заместитель председателя комитета Государственной Думы по физической культуре, спорту и делам молодежи. С 24 сентября 2004 года — член комиссии Государственной Думы по проблемам Северного Кавказа. В Государственной Думе V созыва (2007—2011) — заместитель председателя комитета по делам СНГ и связям с соотечественниками.
Из-за поддержки российско-украинской войны находится под персональными международными санкциями всех стран Европейского союза, Великобритании, Соединенных Штатов Америки, Канады, Швейцарии, Австралии, Украины, Новой Зеландии.

## Биография
Родился 5 сентября 1962 года в небольшом североосетинском селении Чикола. Осетин по национальности, мусульманин по вероисповеданию. Отец — водитель, мать — ветеринарный врач. Вместе с Арсеном в семье росли также три его родных брата (Олег, Кермен и Аркадий). Старший из братьев погиб в автокатастрофе в 1997 году. Женат, имеет двоих детей и четырёх внуков.
Борьбой стал заниматься в 14 лет. Первый тренер — Рамазан Бичилов. Переехав во Владикавказ стал заниматься у Василия Казахова, затем у Казбека Дедегкаева.
Окончив среднюю школу, поступил в Узбекский государственный институт физической культуры. В 1985 году окончил Узбекский Государственный университет физической культуры в Ташкенте. После окончания института был призван в Вооружённые Силы СССР и служил в Центральном спортивном клубе Советской Армии.
В 1993—1996 годах — начальник команды ЦСКА, главный тренер сборной команды России по вольной борьбе.
С 1996 года — заместитель начальника управления Федеральной службы налоговой полиции РФ по Северной Осетии. После — заместитель начальника отдела Управления ФСНП РФ по Северному Кавказу. Службу в органах налоговой полиции закончил в звании полковника.
В 1997 году закончил Северо-Осетинский государственный университет по специальности «Государственное и муниципальное управление».
В 1997 году создал борцовский клуб «Аланы». В настоящее время является президентом ассоциации «Борцовский клуб „Аланы“», в которой занимаются подростки Владикавказа и районов республики.
В борцовском клубе «Аланы» были подготовлены: олимпийский чемпион, серебряный призёр олимпийских игр, двукратный чемпион мира — Артур Таймазов (лишен двух золотых медалей олимпийских игр 2008 и 2012 года за применение запрещенных препаратов); олимпийский чемпион, пятикратный чемпион мира, трёхкратный чемпион Европы — Хаджимурат Гацалов; серебряный и бронзовый призёр Олимпийских игр, четырёхкратный чемпион мира, чемпион Европы — Бесик Кудухов; чемпион мира — Ирбек Фарниев; двукратный чемпион мира — Ибрагим Алдатов; чемпион мира — Заурбек Сохиев; серебряный призёр Олимпийских игр — Таймураз Тигиев; серебряный и бронзовый призёр Олимпийских игр (впоследствии лишен двух медалей Олимпийских игр 2008 и 2012 года за применение запрещенных препаратов) — Сослан Тигиев.
В 1983 году, в возрасте 21 года, победил на чемпионатах СССР, Спартакиаде народов СССР, Кубке мира и чемпионате мира.
На чемпионате мира 1983 года в Киеве Арсен Фадзаев, которому только исполнился 21 год тремя неделями ранее, закончил все поединки досрочно:
1 — досрочно победил Садыка Мухаммеда из Афганистана — (11-0 за 2:24 чистая победа на туше);
2 — досрочно победил Анджея Кубяка из Польши — (14-2 за 3:55 за явным техническим превосходством);
3 — досрочно победил Ренэ Нейера из Швейцарии — (5-0 за 1:03 чистая победа на туше);
4 — досрочно победил Золтана Солона из Венгрии — (13-1 за 3:33 за явным техническим превосходством);
5 — досрочно победил в полуфинале Камена Пенева из Болгарии, чемпиона Европы того же 1983 года — (13-1 за 1:59 за явным техническим превосходством);
6 — досрочно победил в финале Буяндэгера Болда из Монголии — чемпиона Азии, призёра первенства мира и Олимпийских игр — (12-0 за 4:07 чистая победа на туше).
На чемпионате мира 1986 года в Будапеште Арсен Фадзаев досрочно закончил все схватки, не проиграв при этом ни одного очка во всех поединках:
1 — досрочно победил борца из Швейцарии — (12-0 за 2:59 за явным техническим превосходством);
2 — досрочно победил борца из Великобритании — (12-0 за 2:50 за явным техническим превосходством);
3 — досрочно победил борца из Турции — (12-0 за 5:20 за явным техническим превосходством);
4 — досрочно победил борца из Канады — (11-0 за 2:25 чистая победа на туше);
5 — досрочно победил борца из Болгарии чемпиона мира Симеона Штерева (9-0 за 3:45 соперник отказался от продолжения поединка ссылаясь на травму плеча);
6 — в финальном поединке разгромил сильного борца из США Андре Метцгера — (9-0 за 6:00 по очкам).
на чемпионате мира 1990 года в Токио Арсен Фадзаев снова не проиграл ни одного очка во всех схватках:
1 — победил борца из Южной Кореи — (9-0 победа по очкам);
2 — победил борца из Монголии — (8-0 победа по очкам);
3 — досрочно победил борца из Швейцарии — (7-0 за 1:41 чистая победа на туше);
4 — победил борца из США — (4-0 победа по очкам);
5 — победил борца из Японии серебряного и бронзового призёра Олимпийских игр Косэя Акаиси (9-0 победа по очкам);
6 — в финальном поединке разгромил борца из Греции дважды серебряного призёра чемпионатов мира Гиоргиса Атанасиадиса — (12-0 победа по очкам).
на чемпионате мира 1991 года в Варне Арсен Фадзаев снова не проиграл ни одного очка во всех схватках:
1 — победил борца из Турции — (7-0 победа по очкам);
2 — досрочно победил борца из Китая — (16-0 за 4:44 за явным техническим превосходством);
3 — победил борца из Польши — (11-0 победа по очкам);
4 — победил борца из Греции — (3-0 победа по очкам);
5 — досрочно победил борца из Болгарии (13-0 за 4:45 за явным техническим превосходством);
6 — в финальном поединке победил борца из Канады Криса Уилсона — (3-0 победа по очкам). Официальным результатом является победа по очкам, хотя Фадзаев уложил Уилсона на туше в самом конце встречи .
На турнире «Дружба-84» всех соперников победил досрочно и одновременно не проиграл ни одного балла во всех поединках. В финальном поединке положил на лопатки чемпиона Европы болгарина Камена Пенева за 59 секунд.
Коронным приёмом борца являлся бросок сбиванием с подножкой захватом руки и одноименной ноги 

## Политическая деятельность
Дважды избирался депутатом Парламента Республики Северная Осетия-Алания. В 2000 году на президентских выборах был доверенным лицом кандидата в президенты Владимира Путина, за что удостоен личной благодарности.
7 декабря 2003 года избран депутатом Государственной думы четвёртого созыва по Северо-Осетинскому одномандатному избирательному округу № 22 от партии СПС, однако после избрания перешёл во фракцию «Единая Россия». Был заместителем председателя комитета по физической культуре, спорту и делам молодежи, членом комиссии по проблемам Северного Кавказа.
2 декабря 2007 года избран депутатом Государственной думы пятого созыва по федеральному списку партии «Единая Россия». Заместитель председателя комитета по делам СНГ и связям с соотечественниками.
Выступает за признание независимости Южной Осетии. Создал общественную организацию «За здоровье нации».
На выборах в Государственную думу в декабре 2011 года Фадзаев, предположительно, из-за конфликта с главой республики Таймуразом Мамсуровым, не был включён в список «Единой России» от Северной Осетии. В августе он вступил в партию «Патриоты России». В октябре 2012 года на выборах в законодательное собрание региона «Патриоты России» с Фадзаевым во главе списка набрали 26,5 % голосов, а «Единая Россия» — 46,2 %, ухудшив свой результат по сравнению с 67,9 % на выборах в Думу.
Руководитель фракции «Патриоты России» в парламенте Северной Осетии-Алании. Депутат Парламента Республики Северная Осетия — Алания пятого созыва, член комитета по социальной политике, здравоохранению и делам ветеранов.
22 сентября 2017 года по предложению фракций Единой России и Патриотов России избран представителем законодательной власти Северной Осетии-Алании в Совете Федерации.

## Спортивные достижения
- Двукратный олимпийский чемпион (1988, 1992);
- Шестикратный чемпион мира (1983, 1985, 1986, 1987, 1990, 1991);
- Четырёхкратный чемпион Европы (1984, 1985, 1987, 1988);
- Четырёхкратный чемпион СССР (1983, 1986, 1989, 1990);
- Четырёхкратный обладатель Кубка мира (1983, 1985, 1986, 1989);
- Победитель международных соревнований «Дружба-84»;
- Победитель Спартакиады народов СССР 1983;
- Победитель Игр «Доброй воли» 1986;
- Двукратный победитель Тбилисского международного турнира (1984, 1989).

## Факты
Член Совета Федерации Федерального Собрания Российской Федерации от Республики Северная Осетия-Алания. Избран в состав Комитета Совета Федерации по аграрно-продовольственной политике и природопользованию (сентябрь 2017 года — сентябрь 2022 года).
Депутат Государственной думы России четвёртого и пятого созывов.
Первый вице-президент Федерации спортивной борьбы России, ответственный за вольную борьбу (30 января 2013 года — н.в.).
Двукратный олимпийский чемпион (1988,1992), шестикратный чемпион мира по вольной борьбе (1983, 1985, 1986, 1987, 1990, 1991), четырёхкратный чемпион Европы (1984, 1985, 1987, 1988), четырёхкратный чемпион СССР (1983, 1986, 1989, 1990). Дважды стал победителем на чемпионатах СССР (1989, 1990) в непривычной для себя весовой категории до 74 кг, хотя не дотягивал до лимита данной весовой категории.
Победитель турнира «Дружба-84» (неофициальные Олимпийские игры взамен бойкотированных командой СССР олимпийских игр в Лос-Анджелесе 1984 году).
Обладатель уникального достижения в вольной борьбе: более 6 лет и 8 месяцев не проиграл ни одного официального поединка.
Фадзаев за 10 лет (1983—1992) своей профессиональной карьеры борца вольного стиля проиграл только три поединка. Ещё две схватки Фадзаев проиграл в 1996 году, когда он, после четырёхлетнего перерыва, вернулся в борьбу и выступил на своей третьей Олимпиаде в Атланте. Также есть поражение в 1982 году будучи 19 летним юношей, когда выступал в в/к до 62 кг.
На чемпионате мира (1987) суммарно отдал соперникам только один балл. Также на чемпионате мира (1983) и турнире «Дружба-84» победил во всех поединках досрочно (положил на лопатки, либо победил с разрывом в 12 баллов, что в те времена являлось досрочной победой).

## Международные санкции
Из-за поддержки российской агрессии и нарушения территориальной целостности Украины во время российско-украинской войны находится под персональными международными санкциями разных стран.
23 марта 2022 года, на фоне вторжения России на Украину, Фадзаев внесён в санкционный список Канады «соратников режима» за содействие в нарушения суверенитета и территориальной целостности Украины.
30 сентября 2022 года, внесён в санкционный список Соединенных Штатов Америки «за аннексию Путиным регионов Украины» и одобрение закона о фейках.
По аналогичным основаниям с 9 марта 2022 года находится под санкциями всех стран Европейского союза. С 15 марта 2022 года находится под санкциями Великобритании. С 16 марта 2022 года находится под санкциями Швейцарии. С 21 апреля 2022 года находится под санкциями Австралии. Указом президента Украины Владимира Зеленского от 7 сентября 2022 находится под санкциями Украины. С 3 мая 2022 года находится под санкциями Новой Зеландии.

## Звания и награды
- Заслуженный мастер спорта СССР (1983);
- Заслуженный тренер России;
- Единственный обладатель приза «Золотая борцовка FILA» by Adidas (1986);
- Лучший спортсмен СССР 1991 года;
- В 2003 году был признан FILA одним из пяти лучших борцов планеты XX века;
- Орден «Знак Почёта» (1985);
- Орден Дружбы народов (1988);
- Орден Трудового Красного Знамени (1989);
- Медаль «Во Славу Осетии» (1995)[источник не указан 3079 дней];
- Заслуженный работник физической культуры и спорта РФ;
- Почётный гражданин города Ташкент;
- Медаль "«В ознаменование 10-летия Победы в Отечественной войне народа Южной Осетии» (21 августа 2018 года, Южная Осетия) — за вклад в развитие и укрепление дружественных отношений между народами и в связи с празднованием 10-й годовщины признания Российской Федерацией Республики Южная Осетия в качестве суверенного и независимого государства[18];
- Орден Александра Невского (2020)[19].